# Região Metropolitana de Araruna
A Região Metropolitana de Araruna é uma região metropolitana brasileira localizada no estado da Paraíba. Foi instituída pela lei complementar nº 119 de 21 de janeiro de 2013 de autoria da deputada estadual Olenka Targino Maranhão e dela fazem parte seis municípios. 
É formada por seis dos sete municípios da antiga microrregião do Curimataú Oriental. É a região metropolitana menos populosa da Paraíba, com cerca de 68 mil habitantes. 

## Municípios
- Araruna
- Cacimba de Dentro
- Damião
- Dona Inês
- Riachão
- Tacima